# Quo Vadis, Aida?
Quo Vadis, Aida? (lat. Kuda ideš, Aida?) međunarodni je koprodukcijski ratni dramski film iz 2020. godine za koji je scenarij napisala i režirala Jasmila Žbanić.
Izabran je za prikazivanje u glavnom natjecateljskom programu 77. Venecijanskog filmskog festivala. Ušao je u uži izbor od 15 filmova nominiranih za najbolji strani film na 93. dodjeli Oscara. Dobitnik je nagrade publike na 50. izdanju Međunarodnog filmskog festivala u Rotterdamu i nagrade za najbolji strani film 2021. na Filmskom festivalu u Göteborgu. Također je nominiran za najbolji međunarodni film na 36. dodjeli Nagrade nezavisnog duha te za najbolji strani film i režiju na 74. dodjeli nagrade BAFTA.

## Radnja
Radnja se događa 11. srpnja 1995, kada Aida, prevoditeljica za Ujedinjene narode, pokušava spasiti svoju obitelj nakon što Vojska Republike Srpske preuzima Srebrenicu i počinje s genocidom nad bošnjačkim stanovništvom tog područja.

## Uloge
- Jasna Đuričić – Aida Selmanagić[12]
- Izudin Bajrović – Nihad Selmanagić, Aidin muž
- Boris Ler – Hamdija
- Dino Bajrović – Sejo
- Boris Isaković – Ratko Mladić
- Johan Heldenbergh – Thom Karremans
- Edita Malovčić – Vesna, Jokina supruga
- Emir Hadžihafizbegović – Joka
- Minka Muftić – Munira
- Raymond Thiry – Rob Franken
- Teun Luijkx – zapovjednik Mintjes
- Rijad Gvozden – Muharem
- Joes Brauers – Boudwijn
- Reinout Bussemaker – pukovnik dr. Robben
- Ermin Bravo – gradonačelnik
- Sol Vinken – vojnik Lammerts
- Micha Hulshof – major De Haan
- Juda Goslinga – poručnik Rutten
- Ermin Sijamija – Lalović
- Alban Ukaj – Tarik

## Premijera
Film je svoju svjetsku premijeru imao 3. rujna 2020. na 77. Venecijanskom filmskom festivalu. Film je također prikazan na Međunarodnom filmskom festivalu u Torontu u rujnu 2020.

## Recenzije
Film na web-stranici Rotten Tomatoes ima ocjenu 100 %, zasnovanoj na 54 kritike. U konsenzusu navedenom na toj web-stranici stoji: „Quo Vadis, Aida? koristi srceparajući konflikt jedne žene da na žestok način prikaže razorna ratna stradanja". Na web-stranici Metacritic film ima rezultat 97 od 100 koji je zasnovan na 14 kritika, što ukazuje na „sveopće odobravanje”.

### Kritike
Ryan Gilbey u svojoj kritici za New Statesman opisuje kako je „Žbanić oblikovala činjenično stanje u rječit i savjestan film koji je neizvjestan i napet triler vođen Đuričićinom glumom”. Jude Dry s web-stranice IndieWire napisala je da je „Žbanić razotkrila duboke posljedice nasilja i rata kod ljudi”, dok je Peter Bradshaw iz The Guardiana napisao da je „poslije 25 godina vrijeme da se osvrnemo na užas koji se dogodio u Srebrenici, a Žbanić je to uradila s jasnim suosjećanjem i iskrenošću”.
Jessica Kiang iz Varietyja smatra da film „nastoji derevidirati povijest i usredotočava se na teške situacije koje su zadesile žrtve u vihoru zla – ne samo masakra već i šireg zla institucionalnih neuspjeha i međunarodne ravnodušnosti”. Kevin Maher iz The Timesa rekao je da ovo „vatreno i mahnito predano režiranje Jasmile Žbanić koja film okončava uznemirujućim prikazom bremena koga preživjeli Srebreničani i dalje nose.”

## Nagrade i nominacije
| Nagrada                       | Godina | Kategorija           | Laureat(i)                                     | Ishod      |
| ----------------------------- | ------ | -------------------- | ---------------------------------------------- | ---------- |
| Oscari                        | 2021.  | Najbolji strani film | Damir Ibrahimović, Jasmila Žbanić – producenti | Nominacija |
| BAFTA                         | 2021.  | Najbolji strani film | Damir Ibrahimović, Jasmila Žbanić – producenti | Nominacija |
| BAFTA                         | 2021.  | Najbolja režija      | Jasmila Žbanić                                 | Nominacija |
| Nagrada nezavisnog duha       | 2021.  | Najbolji strani film | Damir Ibrahimović, Jasmila Žbanić – producenti | Osvojeno   |
| Venecijanski filmski festival | 2020.  | Najbolji strani film | Damir Ibrahimović, Jasmila Žbanić – producenti | Nominacija |

## Vanjske poveznice
- Quo Vadis, Aida? na IMDb-u
- Quo Vadis, Aida? na Rotten Tomatoes